# Ministère de la Défense (Tchéquie)
Pour les articles homonymes, voir Ministère de la Défense.
Le ministère de la Défense (en tchèque : Ministerstvo obrany) est le département ministériel chargé de la défense nationale et des forces armées en Tchéquie. 
Il est dirigé depuis le 17 décembre 2021 par la conservatrice Jana Černochová.

## Liste des ministres
| Nom | Nom | Nom                  | Mandat                                                          | Parti    | Gouvernement(s) |
| --- | --- | -------------------- | --------------------------------------------------------------- | -------- | --------------- |
|     |     | Antonín Baudyš       | 30 décembre 1992 - 22 septembre 1994 (1 an, 8 mois et 23 jours) | KDU-ČSL  | Klaus I         |
|     |     | Vilém Holáň          | 22 septembre 1994 - 4 juillet 1996 (1 an, 9 mois et 12 jours)   | KDU-ČSL  | Klaus I         |
|     |     | Miloslav Výborný     | 4 juillet 1996 - 2 janvier 1998 (1 an, 5 mois et 29 jours)      | KDU-ČSL  | Klaus II        |
|     |     | Michal Lobkowicz     | 2 janvier - 22 juillet 1998 (6 mois et 20 jours)                | US       | Tošovský        |
|     |     | Vladimír Vetchý      | 22 juillet 1998 - 4 mai 2001 (2 ans, 9 mois et 12 jours)        | ČSSD     | Zeman           |
|     |     | Jaroslav Tvrdík      | 4 mai 2001 - 9 juin 2003 (2 ans, 1 mois et 5 jours)             | ČSSD     | Zeman Špidla    |
|     |     | Miroslav Kostelka    | 9 juin 2003 - 4 août 2004 (1 an, 1 mois et 26 jours)            | ČSSD     | Špidla          |
|     |     | Karel Kühnl          | 4 août 2004 - 4 septembre 2006 (2 ans et 1 mois)                | US-DEU   | Gross Paroubek  |
|     |     | Jiří Šedivý          | 4 septembre 2006 - 9 janvier 2007 (4 mois et 5 jours)           | Sans     | Topolánek I     |
|     |     | Vlasta Parkanová     | 9 janvier 2007 - 8 mai 2009 (2 ans, 3 mois et 29 jours)         | KDU-ČSL  | Topolánek II    |
|     |     | Martin Barták        | 8 mai 2009 - 13 juillet 2010 (1 an, 5 mois et 5 jours)          | Sans     | Fischer         |
|     |     | Alexandr Vondra      | 13 juillet 2010 - 7 décembre 2012 (2 ans, 4 mois et 24 jours)   | ODS      | Nečas           |
|     |     | Karolína Peake       | 7 décembre - 20 décembre 2012 (13 jours)                        | LIDEM    | Nečas           |
|     |     | Petr Nečas (intérim) | 20 décembre 2012 - 19 mars 2013 (2 mois et 27 jours)            | ODS      | Nečas           |
|     |     | Vlastimil Picek      | 19 mars 2013 - 29 janvier 2014 (10 mois et 10 jours)            | Sans     | Nečas Rusnok    |
|     |     | Martin Stropnický    | 29 janvier 2014 - 13 décembre 2017 (3 ans, 10 mois et 14 jours) | ANO 2011 | Sobotka         |
|     |     | Karla Šlechtová      | 13 décembre 2017 - 27 juin 2018 (6 mois et 14 jours)            | ANO 2011 | Babiš I         |
|     |     | Lubomír Metnar       | 27 juin 2018 - 17 décembre 2021 (3 ans, 5 mois et 20 jours)     | Sans     | Babiš II        |
|     |     | Jana Černochová      | depuis le 17 décembre 2021 (3 ans, 2 mois et 25 jours)          | ODS      | Fiala           |